# Lasiocephala bifida
Lasiocephala bifida är en nattsländeart som beskrevs av Decamps 1972. Lasiocephala bifida ingår i släktet Lasiocephala och familjen kantrörsnattsländor. Inga underarter finns listade i Catalogue of Life.